# Deficiència visual
La deficiència visual és una patologia que fa que la visió no arribi, malgrat les correccions òptiques adients, al 100% de resta visual. La resta visual la formen dos paràmetres de definició visual: l'agudesa i el camp.
L'agudesa visual, és la capacitat de distingir les formes dels objectes a certa distància i es mesura amb la prova de les lletres (o les formes geomètriques) de minvant grandària, establint cada línia, vista o no, un 10% d'agudesa visual.
El camp visual és l'angle que l'ull veu, corresponent a 90° a cada ull (total 180°). El camp es redueix, bé "tancant-se" pels costats, bé de forma aleatòria, a causa de taques que es formen a l'ull.
La persona que, malgrat l'ús de correccions òptiques, no aconsegueix arribar al 100% però supera el 50% de resta visual porta una vida normal i possiblement no tingui consciència de la seva disminució. En canvi, per sota del 50%, comença a tenir dificultats evidents i es diu que té baixa visió. S'ha de tenir en compte que, per sota del 20% de resta visual, les dificultats visuals són severes i fan imprescindible l'ús de tècniques d'adaptació.
Quan no s'aconsegueix superar el 10% d'agudesa i/o es té restringit a només 10º el seu camp visual, es considera llavors que es pateix ceguesa legal. Finalment, si no veu altra cosa que zones difuses d'il·luminació i ombra, o bé res en absolut, es parla de ceguesa total.
Les principal causes de ceguesa són per:
- Malalties com el glaucoma o les cataractes.
- Lesions en l'ull per accidents de trànsit.
- Anormalitats en l'estructura de l'ull.
- Defectes genètics.

## Tècniques d'adaptació i ajut
Una tècnica d'adaptació i ajut que està destinada a la mobilitat d'aquesta persona és el que s'anomena gos pigall. Un gos pigall és un gos ensinistrat per guiar persones cegues o amb una deficiència visual greu, o per ajudar-les en les feines de la llar. Quan condueix els deficients visuals, el gos ha de tenir la capacitat de discernir eventuals perills deguts a obstacles suspesos i aturar-se perquè la persona amb ceguesa s'aturi i no es faci mal.
Un altre mètode d'adaptació i ajut és el codi Braille per tal que la persona pugui llegir llibres. El codi braille és un sistema de lectura i escriptura tàctil dissenyat per a les persones cegues. Aquest codi consta de sis punts en un rectangle de tres files i dues columnes. Per cada caixetí hi haurà una determinada combinació en relleu d'aquests punts, que permetrà la identificació del caràcter.
Fa uns quants anys es va introduïir un altre mètode per identificar els colors. Mitjançant el tacte poden diferenciar els diversos colors i tonalitats en obres d'art. Per a poder identificar els colors i les tonalitats cal que estiguin preparades, és a dir, que tinguin un relleu amb els signes i, millor, uns límits del color i tonalitat a identificar.

## Tracte a deficients visuals
Primer de tot s'ha de ser respectuós amb ells en el sentit que s'ha de preguntar abans si volen ajuda, ja que el fet que una persona tingui una deficiència visual no ha de dur a suposar que necessita ajuda. No s'ha de forçar a rebre una ajuda no necessària, en molts casos quan una persona sol·licita una ajuda puntual. La persona pot necessitar ajuda per realitzar un encreuament, però no té perquè rebre suport durant tot el seu camí. Cal evitar la sobreprotecció. La sobreprotecció ve mediatitzada per la valoració que en l'àmbit subjectiu fem del "sofriment" i "necessitats" de la persona amb deficiència visual. S'ha d'evitar fer el paper "d'àngel de la guarda", anar "netejant el carrer" per on camina la persona o intentar en tot moment "endevinar" el que necessita.
No s'ha de generalitzar, el comportament d'una persona amb deficiència visual no ha de ser igual al d'una altra. Hi ha moltes diferències a nivell de funcionament autònom, ja que uns poden no necessitar o necessitar mínimament la nostra ajuda i altres per contra la necessiten en un nombre més gran d'ocasions També hi ha diferències de caràcter, ja que la deficiència visual és només una característica i les persones amb deficiència visual, igual que la població general, pot ser simpàtica, antipàtica, educada, divertida, etc.

### Comunicació
- Parlar en un to normal, a poc a poc i clar. No cridar o elevar la veu, les persones amb deficiència visual, en general, hi senten perfectament.
- No substituir el llenguatge verbal per gestos, ja que aquests, en molts casos, no podran ser percebuts per l'altra persona.
- Ser específic i acurat en el missatge, a fi de no confondre o saturar la persona.
- No utilitzar paraules com "aquí", "allà", "això", "allò", ja que van acompanyades amb gestos que no es poden veure per la persona. En aquestes situacions és preferible utilitzar termes més orientatius com "a esquerra de la taula", "a la teva dreta", "davant de la porta", "darrere teu". De vegades, pot ser també útil conduir la mà de la persona cap a l'objecte i indicar-li de què es tracta.
- Utilitzar normalment les paraules "veure", "mirar", etc., No considerar-les com termes tabú, ja que les mateixes persones amb ceguesa i deficiència visual les utilitzen normalment en les seves converses.
- Evitar exclamacions que poden provocar ansietat a la persona com ara "Ai!", "Cura!", etc. Quan es vegi un perill per a ella (una porta oberta, un obstacle a la vorera, etc.) és preferible emprar una exclamació més informativa com "alto" amb la finalitat d'evitar que segueixi avançant i explicar després, verbalment, el perill o ajudar-lo perquè pugui evitar-ho.
- Parlar dirigint la mirada a la seva cara.
- Dirigir-se directament a la persona amb deficiència visual per saber el que vol o desitja i no a l'acompanyant.
- Utilitzar el nom de la persona, si es coneix, perquè tingui clar que ens dirigim a ell.
- Presentar-se, identificar-se amb la finalitat que la persona sàpiga amb qui es troba, pel que s'hauria dir el nom i indicar, si escau, qui s'és o què es fa.
- Per saludar, si la persona no allarga la mà, es pot agafar la seva per fer-li saber que es vol saludar.
- Avisar la persona quan hom se'n va o s'abandona l'habitació. Igualment, si es retorna és convenient indicar-ho també.
- Indicar si hi ha una altra o altres persones presents.
- Comunicar, si és necessari, què s'està fent o es farà. "Un moment, estic trucant l'encarregat".